# Ambopteryx
Ambopteryx – wymarły rodzaj pierzastego dinozaura, teropoda z grupy maniraptorów i rodziny Scansoriopterygidae.
Szczątki nieznanego nauce zwierzęcia znaleziono w chińskiej prowincji Liaoning, w dzielnicy Reshuitang w mieście Lingyuan, w okolicy wioski Wubaiding. Skamieniałości pochodzą ze skał formacji Haifanggou, powstałych we wczesnej jurze późnej, datowanych na oksford, 163 miliony lat temu. Holotyp stanowi prawie kompletny szkielet z zachowanymi połączeniami stawowymi, a także pozostałościami tkanek miękkich. Stwierdzono u niego cechy pozwalające zaliczyć go do rodziny Scansiopterygidae, ale także cechy odróżniające go od innych jej członków, jak krótki ogon, przypominający pygostyl (podobne spotykano u owiraptorozaurów i terizinozaurów), kończyna przednia dłuższa od tylnej, szeroka kość łokciowa, dwa razy szersza od kości promieniowej, prosty i prętowaty wyrostek przedpanewkowy kości biodrowej, kość piszczelowa ustępująca długością kości ramiennej. Pozwoliły one na opisanie nowego rodzaju dinozaura. Zwierzę cechowało się ponadto krótką i wysoką czaszką, szyję budowało od 8 do 10 kręgów. Przednia łapa była wydłużona i smukła, tworzyła błoniaste jak u nietoperza czy też pterozaura skrzydło. Głowę, szyję i barki pokrywały gęste pióra.
Nazwa rodzajowa wywodzi się od łacińskiego słowa ambo oznaczająca oba oraz również łacińskiego pteryx znaczącego skrzydło. W zamierzeniu kreatorów rodzaju ma odnosić się do przypominającego skrzydła pterozaurów charakteru skrzydła zwierzęcia. W obrębie rodzaju umieszczono gatunek Ambopteryx longibrachium. Pochodząc od łacińskiego brachium oznaczającego ramię, epitet gatunkowy odwołuje się do wydłużonych przednich kończyn zwierzęcia. Holotyp, prawdopodobnie pozostałości osobnika młodocianego, skatalogowano jako Institute of Vertebrate Paleontology and Paleoanthropology (IVPP) V24192. Przeprowadzona analiza filogenetyczna sytuuje rodzaj jako grupę siostrzaną Yi.